# Park przy Amfiteatrze w Koszalinie
Park przy Amfiteatrze w Koszalinie – park położony w Koszalinie pomiędzy ulicami Piastowską, Jedności a Tadeusza Kościuszki.

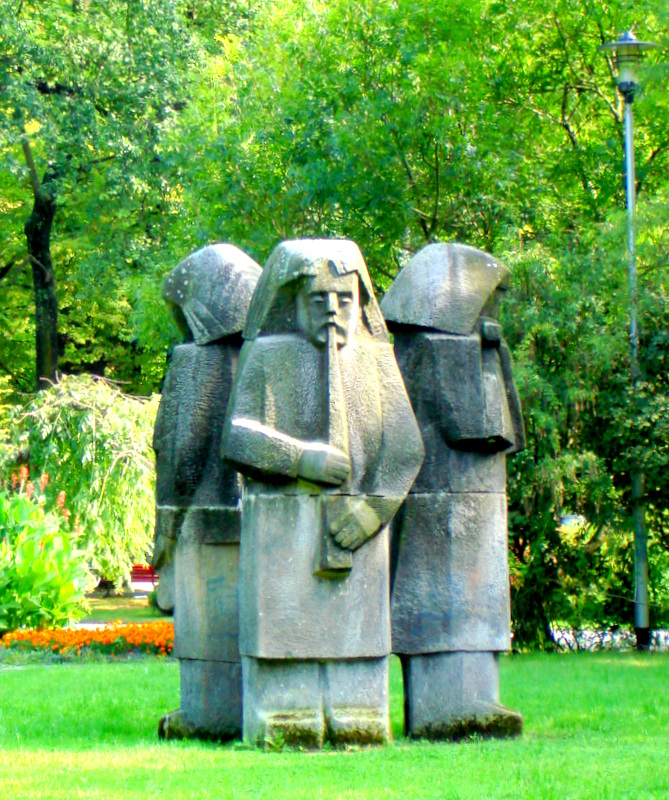
"Muzykanci" autorstwa Zygmunta Wujka

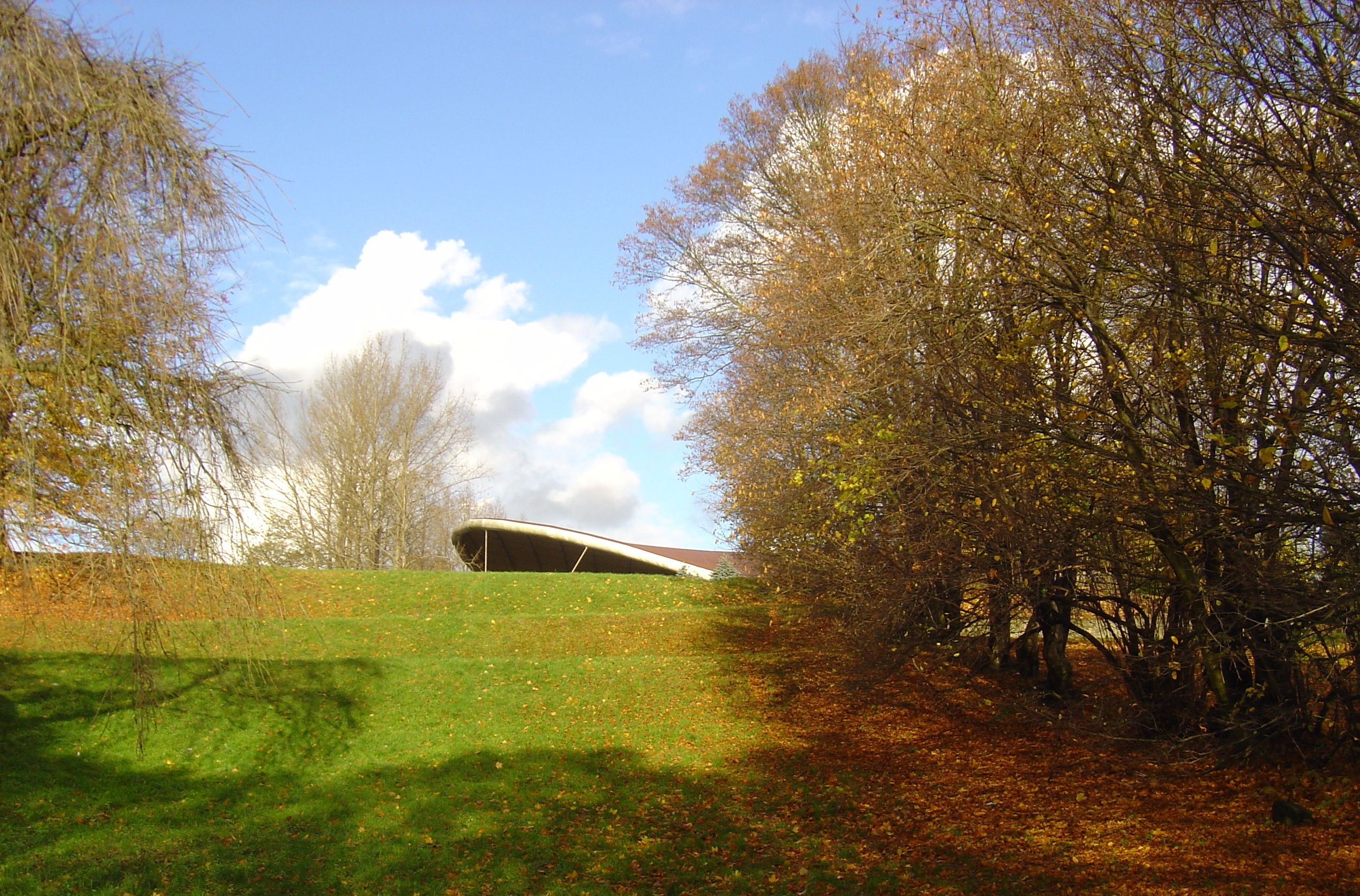
Fragment Parku przy Amfiteatrze

## Opis i położenie
Jest drugim pod względem powierzchni parkiem w mieście, zajmuje obszar 8,20 ha. Na morenowym wzniesieniu położonym na wschód od koryta Dzierżęcinki w Średniowieczu znajdowały się winnice należące do zakonu sióstr cysterek. W późniejszych czasach były to nieużytki leżące pomiędzy parkiem miejskim (obecnym Parkiem Książąt Pomorskich) a Starym Cmentarzem. Po 1840 teren uporządkowano, a ok. 1887 wytyczono alejki i dokonano nasadzeń. W latach 20. XX wieku w okolicach obecnego ronda przy ul. Kościuszki wybudowano strzelnicę sportową, która uległa likwidacji na początku lat 70. Mniej więcej w tym czasie wyburzono istniejące w parku zabudowania, które ustąpiły miejsca wybudowanemu w 1973 Amfiteatrowi. Ostatnie zmiany miały miejsce przed 1976, od tego czasu park posiada obecny obszar i charakter. Na placu przed Amfiteatrem w 1982 ustawiono pomnik "Muzykantów" dłuta Ryszarda Moroza
We wschodniej części parku znajdują się liczne okazy starodrzewu, rosną tam liczące od 60 do 120 lat dęby, graby, buki, klony, jesiony i lipy. Wiele drzew stanowi pomniki przyrody, są to liczące 300 cm, 319 cm, 360 cm, 390 cm i 411 cm dęby szypułkowe, buki pospolite o wysokości 329 cm i 335 cm oraz jesion wyniosły, którego pień posiada obwód przekracza w pierśnicy 280 cm.
Na pozostałym obszarze drzewa liczą ok. 30 lat, nasadzenia są stale uzupełniane. W Parku przy Amfiteatrze znajdują się 72 gatunki drzew i krzewów, w tym 27 gatunków drzew liściastych i 14 gatunków iglastych. Z gatunków rzadko spotykanych spotyka się kryptomerię japońską, cyprysik Lawsona, topolę Maximowicza oraz klony czerwone i jesionolistne. Najczęściej spotykanymi drzewami są klony pospolite (150 szt.), jesiony wyniosłe (150 szt.), buki pospolite (140 szt.) oraz berberysy pospolite (100 szt.). Do najliczniejszych krzewów rosnących w parku zalicza się różę japońską, berberys pospolity, suchodrzew mirolistny, dereń biały, śnieguliczkę białą i różaneczniki. 
Inne pomniki i miejsca pamięci znajdujące się w parku:
- "Dziewczyna z mangustą", "Kobieta ze Wzniesionymi Rękami" oraz "Dwie Postacie" – dłuta Melchiora Zapolnika;
- "Kobieta z lirą" i "Gnom" – dłuta Zbigniewa Szulca;
- Głaz narzutowy z plakietą upamiętniącą gen. Kazimierza Pułaskiego[3].